# Neck Sprain
A Neck Sprain magyar thrash/groove metal együttes 1992-ben alakult. Pályafutásuk során három nagylemezt és egy EP-t adtak ki. 2015-ben a legnagyobb hatású magyar metal-albumok listájára felkerült a Neck Sprain Heavyweight – 3rd Round című harmadik albuma.

## Története

### Kezdetek (1992–1997)
A zenekar az alábbi felállásban  alakult meg:
- Nagy Levente – ének, basszusgitár
- Fung András – gitár
- Kecskés Péter – gitár
- Gyuricza László – dob

Kezdetekben feldolgozásokat játszottak, majd 93' év elején felvették az első hat saját szerzeményt tartalmazó magyar nyelvű demókazettájukat, ekkor még SzélháMOSH néven. Nem sokkal ezután azonban a dobos kivált és az új tag Bakos Csaba lett, majd a zenekar az azóta is állandó Neck Sprain név mellett döntött. Az új név új koncepciót is takart, angol nyelvű szövegekkel készültek a dalok.
Minden lehetséges tehetségkutató fesztiválon megfordulva heti 5 próbával fejlesztette magát a társaság, míg végül 1995-ben előszerződést kaptak a szombathelyi LMS kiadónál. 1996-ban jelent meg első hivatalos demójuk EDEN címmel, ősztől a Strong Deformity társaságában klubturnén vettek részt. 1997 tavaszától kétéves folyamatos koncertezés következett az Ektomorf zenekarral közösen. A csapat életét sajnos végig követő tagcserék már itt elkezdődtek.

### OvergainésTrue Soul Dead Body(1998–2004)
1998 őszén elkezdődtek az első nagylemez felvételei a következő felállásban: Nagy Levente – ének, basszusgitár, Kovács Zsolt – gitár, Kecskés Péter – gitár, Bánfalvi Sándor – dob. A szerzői kiadásban megjelenő, a HSB stúdióban Regenye Zoltánnal felvett LP az Overgain címet viselte. Az akkori viszonyok ismeretében hatalmas figyelem követte a mind hangzásában, mind pedig koncepcióban is felüdülést hozó underground anyagot. Az ekkor már elő-zenekarokat is felvonultató Neck Sprain egy 99' tavasztól őszig tartó turnézásba kezdett és saját erejéből, szinte semmilyen médiatámogatást nem kapva számos rajongót állított maga mellé. 2000 tavaszán érte a csapatot a következő tagcsere, ekkor érkezett a zenekarba az azóta is Levivel oszlopos tagként munkálkodó gitáros, Janó Mihály (ex-Ektomorf). Ebben az évben szinte csak a nyári fesztiválokon fellépő zenekar a második nagylemez dalait készítette, amit októberben szintén a HSB stúdióban rögzítettek Hidasi Barnabással.
A True Soul – Dead Body lemezcím már egy kiforrottabb, mélyebb lelkületű kilenc számot tartalmazó anyagot takart. A felvételek után koncertek következtek a Tankcsapda vendégeként. 2002-ben Levi hangja felmondta a szolgálatot. Már a True Soul lemez felvételeivel is küszködő Nagy Levente énekes hangszálai bevéreztek és kezdődő hangszálcsomók jelentek meg rajtuk. Ezzel együtt a zenekar három tagúvá zsugorodott Kovács Zsolt és a csapat útjai elváltak.

### Heavyweight: 3rd Round(2005–2008)
2005-ben csatlakozott az együtteshez Horváth István "Pityesz". Óriási lendületet kapva a csapat 2005 tavaszán a Meshuggah vendégeként mutatta be új frontemberét. 2006. januárban a Bakery stúdióba vonultak, hogy Varga Zoltán segítségével a zenekar mércéjéhez képest hosszú, 3 hónapos munkával felvegyék a harmadik nagylemezüket, a Heavyweight – 3rd round című albumot. Az akkor mind hangzásával, mind dalaival a magyar „Metal-Etalon”  címet  megszerző anyag előadásával a zenekar kiérdemelte  a legjobb koncertzenekar címét is. Számtalan Magyarországra érkező sztárcsapattal játszottak: Slayer, Deftones, Testament, Fear Factory, Entombed, Sepultura, Soulfly, Destruction, Dog Eat Dog.

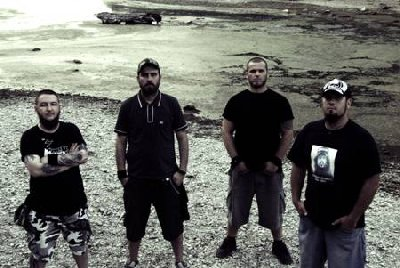
2006 Heavyweight 3rd Round felállás

Bánfalvi Sándor dobossal nem tudták összeegyeztetni a munkát. A 2007 tavaszát szintén egy Tanker turnéval nyitó együttest Borlai Gergő és a debreceni Szakajda Tibor, a zenekar régi ismerőse segítették ki. A soron következő nyári fesztiválokon is Tibor dobolt, ezért úgy döntöttek, hogy Ő marad a zenekar állandó dobosa.
A 2008-ban szinte csak fellépésekkel foglalkozó együttes az év végén szintén válaszút elé került. Egy meghirdetett és leszervezett fellépés előtt pár nappal Pityesz és a zenekar útjai elváltak. Egy héttel az esemény után segítőkész zenész-kollégák javaslataként került képbe a fiatal ambiciózus énekes, Áron "Apey" András (Apey&the Pea, Trillion, ex-Kelly Hits the Blue Sky).

### God’s Snake, az utolsó dalok (2009–2015)
A 2009-es évet az új frontember bemutatásával eltöltve, az együttes nekilátott egy hanganyag készítésének. Nyáron a zenekar két vadonatúj számot is publikált az interneten, melyen már hallható volt az újdonsült frontember, Áron Andris. A Blacken Tides és a Goliath című számot örömmel fogadta a közönség. Utóbbihoz később a zenekar frontembere, Áron Andris által forgatott fekete-fehér videóklip is felkerült a világhálóra, melyben a 2009-es év nyári fesztivál turnéján készült felvételek keveredtek össze egy Hegyalja fesztiválos koncert anyaggal.
Nyár után a zenekar egy másfél hónapos hét állomásos turnéra indult a The Ministers zenekarral országszerte.
A távolság azonban az idő múlásával egyre inkább egy hatalmas problémát jelentett a tagok számára, új dobos után kellett nézniük.  A jelölt Borlai Gergő volt.  A dalírás folytatódott, hogy elkészüljön a negyedik Neck Sprain nagylemez.

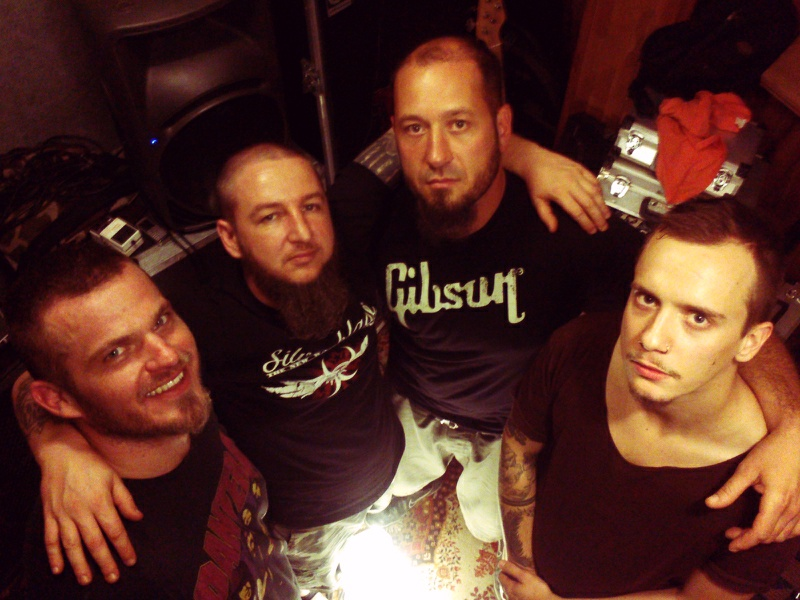
Eredeti trió Apival kiegészülve 2012

A dobos keresés júniusban zárult és  a végleges ütős Binder Gáspár (Stereochrist, HAW) lett. Ezután a zenekar minden utolsó energiáit a próbákra és a szigorú dalírásokra fordította. 2010. november 28-án a csapat meghívást kapott London Camden Town zenei-városrészének egyik klubjába, a Purple Turtle-be a Sold for Evil társaságában. A repülés előtt 6 órával sajnos rossz hírt kapott a zenekar, miszerint Gazsika nem tud a csapattal elutazni Londonba, így az utolsó pillanatban került a dobok mögé az egykori oszlopos Neck Sprain tag, Bánfalvi Sándor.
Ez volt a zenekar utolsó koncertje, melyet kétéves hallgatás követett.
2012 szeptemberében újult erővel ismét összeállt a zenekar Bánfalvi Sanyi eredeti dobossal, hogy elkészítsék a negyedik Neck Sprain nagylemezt, amit ez alkalommal nem Dunaújvárosban, hanem Budapesten készítenek. A visszatérő koncertet 2013 Áprilisában adták a Dürer Kertben. A visszatérést követően a zenekar több hazai fesztiválon is megjelent, majd augusztusban stúdióba vonult. A lemezt ismét Varga Zoltán készítette, 2013 Szeptember 2-án jelent meg "God's Snake" címmel több mint 7 év után a zenekar legújabb anyaga.
A zenekar 2014 év elején ismét döntés elé kényszerült így Március 12-én Janó Mihály és a zenekar útjai elváltak, a gitáros posztot pedig a zenekar gitártechnikusa és roadja, Suplicz Gábor vette át. Ebben az évben még koncerteztek, de 2015 óta a Neck Sprain nem aktív. Nagy Levente a Nomad állandó tagja lett, Áron "Apey" András pedig az Apey & the Pea zenekart vitte tovább.

## Tagok
Utolsó felállás
- Áron András "Apey" – ének (2008 – 2015)
- Nagy Levente – ének, basszusgitár (1992 – 2015)
- Bánfalvi Sándor – dob (1998 – 2007, 2012 – 2015)
- Suplicz Gábor – gitár (2014)

## Diszkográfia
- Éden (demo, 1996)
- Overgain (1999)
- True Soul – Dead Body (2000)
- Heavyweight 3rd Round (2006)
- God’s Snake (EP, 2013)